# Super Mario Bros.
Super Mario Bros. (スーパーマリオブラザーズ, Sūpā Mario Burazāzu) é um jogo eletrônico de plataforma desenvolvido pela Nintendo Research & Development 4 e publicado pela Nintendo para o Famicom em 1985 no Japão e para o Nintendo Entertainment System (NES) em 1985 e 1987 na América do Norte e Europa, respectivamente. É o sucessor do jogo de arcade Mario Bros., de 1983. Os jogadores controlam Mario, ou seu irmão Luigi no modo multijogador, enquanto viajam pelo Reino Cogumelo para resgatar a Princesa Peach de Bowser. Eles devem percorrer os mundos em uma visão em rolagem lateral, evitando perigos como inimigos e buracos com a ajuda de potencializadores como o Supercogumelo, Flor de Fogo e Superestrela.
O jogo foi projetado por Shigeru Miyamoto e Takashi Tezuka, e foi descrito como "um grande ponto culminante" dos três anos de experiência em programação e mecânica de jogos realizada pela equipe principal de desenvolvimento. O design da primeira fase, World 1-1, serve como um tutorial para os jogadores sobre a mecânica básica de um jogo de plataforma. O corte agressivamente otimizado do tamanho do jogo foi um adeus à mídia de cartucho do Famicom em favor do Famicom Disk System, cujos disquetes se tornaram temporariamente o meio de distribuição dominante por alguns anos.
Super Mario Bros. é frequentemente citado como um dos melhores jogos já feitos, com elogios direcionados principalmente a seus controles precisos. É um dos jogos mais vendidos de todos os tempos, com mais de 48 milhões de unidades comercializadas. Ele e o NES são creditados como um dos principais fatores da revitalização da indústria de jogos eletrônicos após a crise de 1983 e ajudaram a popularizar o gênero de jogos de plataforma com rolagem lateral. A trilha sonora de Koji Kondo é uma das primeiras e mais populares nos jogos eletrônicos, tornando a música uma peça central no design dos jogos. O sucesso do jogo levou ao desenvolvimento de uma franquia expansiva que inclui uma série de jogos, uma série animada de televisão e um filme. Relançamentos e participações especiais do jogo são encontrados na maioria dos sistemas seguintes da Nintendo. Juntamente com o próprio Mario, Super Mario Bros. se tornou proeminente na cultura popular.

## Jogabilidade

Super Mario Bros. apresenta vários potencializadores únicos que ajudam Mario. Na imagem acima, Mario empunha uma Flor de Fogo, permitindo que ele ataque inimigos com bolas de fogo. Atrás de Mario está uma Superestrela, uma estrela de invencibilidade que permite derrotar inimigos em contato e suportar outros perigos por um curto período de tempo.

Em Super Mario Bros., o jogador assume o papel de Mario, o protagonista da série. O irmão mais novo de Mario, Luigi, é controlado por um segundo jogador no modo multijogador do jogo e assume o mesmo papel de enredo e funcionalidade de Mario. O objetivo é correr pelo Reino Cogumelo, sobreviver às forças antagonistas de Bowser e salvar a Princesa Peach. Trata-se de um jogo eletrônico de plataforma com rolagem lateral; o jogador se move do lado esquerdo para o direito da tela a fim de alcançar o mastro de uma bandeira no final de cada fase.
O mundo do jogo apresenta moedas espalhadas para Mario poder coletar, bem como tijolos especiais marcados com um ponto de interrogação (?), que quando atingidos pelo jogador podem revelar mais moedas ou um item especial. Outros tijolos "secretos", geralmente invisíveis, podem conter mais moedas ou itens raros. Se o jogador ganha um Super Cogumelo, Mario cresce para dobrar de tamanho e ganha a capacidade de quebrar tijolos acima dele. Se Mario for atingido nesse modo, em vez de morrer, ele volta para o tamanho padrão. Os jogadores começam com um certo número de vidas e podem ganhar vidas adicionais ao pegar cogumelos verdes escondidos em tijolos, ou coletando 100 moedas, derrotando vários inimigos em sequência com um casco de Koopa ou batendo nos inimigos sucessivamente sem tocar no chão. Mario perde uma vida se sofrer dano enquanto pequeno, cair em um buraco sem fundo ou caso o tempo da fase se esgote. O jogo termina quando o jogador fica sem vida, embora exista uma opção de "continue" na tela de game over possibilitando o renascimento de Mario a partir da primeira fase do mundo no qual o jogador morreu.
O ataque primário de Mario é saltar sobre os inimigos, embora muitos deles tenham respostas diferentes para isso. Por exemplo, um Goomba achatará e será derrotado, enquanto um Koopa Troopa se retrairá temporariamente em seu casco, permitindo que Mario o use como projétil. Esses projéteis podem ser defletidos em um muro para destruir outros inimigos, embora também possam se defletir contra o próprio Mario, que o machucará ou o matará. Outros inimigos, como os subaquáticos e com pontas pontiagudas, não podem ser atacados e danificará o jogador. Mario também pode derrotar inimigos que estão acima dele, caso ele pule para acertar o tijolo em que o inimigo está. Mario também pode adquirir a Fire Flower de certos blocos "?" que quando pegados mudam a cor da roupa do personagem e permitem que ele jogue bolas de fogo. No entanto, certos inimigos, como Buzzy Beetles, são imunes a bolas de fogo. Um item menos comum é a Starman, que geralmente aparece quando Mario atinge certos blocos ocultos ou invisíveis. Esse item torna Mario temporariamente invencível à maioria dos inimigos e perigos, sendo capaz de derrotar aqueles que o tenham contato físico.
O jogo consiste em oito mundos com quatro fases cada. A quarta fase de cada mundo ocorre em um castelo onde Bowser encontra-se acima de uma ponte suspensa; os sete primeiros desses Bowsers são "Bowsers falsos", que na verdade são lacaios disfarçados como ele, enquanto o verdadeiro Bowser é encontrado no 8º mundo. Bowser e seus lacaios são derrotados saltando sobre eles e alcançando o machado no final da ponte, embora também sejam vulneráveis contra uma Fire Flower. O jogo também inclui algumas fases que ocorrem debaixo d'água, contendo inimigos diferentes. Além disso, existem áreas bônus e secretas dentro do jogo. A maioria das áreas secretas contém mais moedas para Mario coletar, mas algumas contêm "warp zones" que permitem que Mario avance diretamente para mundos posteriores no jogo sem concluir as etapas intermediárias. Depois de concluir o jogo uma vez, o jogador é recompensado com a capacidade de reproduzí-lo com as alterações feitas para aumentar sua dificuldade.

## Enredo
No cenário de fantasia do Reino Cogumelo, uma tribo de criaturas semelhantes às tartarugas conhecidas como Koopa Troopas invade o reino e usa a magia de seu rei, Bowser, para transformar seus habitantes, conhecidos como Povo dos Cogumelos, em objetos inanimados, como tijolos, pedras e plantas carnívoras. Bowser e seu exército também sequestram a Princesa Cogumelo, a princesa do Reino Cogumelo e a única com a capacidade de reverter o feitiço de Bowser. Depois de ouvir as notícias, Mario decide salvar a princesa e libertar o reino de Bowser. Depois de viajar por várias partes do reino e lutar contra as forças de Bowser ao longo do caminho, Mario chega à fortaleza final de Bowser, onde ele é capaz de derrotá-lo ao acertar um machado na ponte suspensa sobre lava em que ele está, quebrando a ponte, derrotando Bowser, permitindo que a princesa seja libertada e salvando o Reino Cogumelo.

## Desenvolvimento
Super Mario Bros., o sucessor do jogo de arcade de 1983 Mario Bros., foi projetado tanto por Shigeru Miyamoto e Takashi Tezuka quanto de quem pertencia ao Departamento Criativo da Nintendo, além de ter sido programado em grande parte por Toshihiko Nakago da SRD Company, Ltd. Embora originalmente não tenha usado nenhum personagem em particular, o processo criativo muito deliberado do que se tornaria o jogo foi motivado por "uma grande culminação" de seu conhecimento técnico de jogos anteriores, como Excitebike, Devil World e Kung Fu, por um desejo de dar ao cartucho "um ponto de exclamação final" à luz do futuro Famicom Disk System como o novo meio dominante e continuando seu legado no gênero de jogos de plataforma. Miyamoto explicou: "Sentimos fortemente como fomos os primeiros a criar o gênero [o que chamamos de "jogo atlético"] e nosso objetivo era continuar pressionando. [...] Tínhamos acumulado muito conhecimento desde o lançamento do console e chegou a hora de provar que isso seria possível." O jogo foi feito em conjunto com The Legend of Zelda, outro jogo dirigido e projetado por Miyamoto, lançado no Japão cinco meses após Super Mario Bros. Como resultado, certos elementos foram transferidos de The Legend of Zelda para Super Mario Bros.; por exemplo, as barras de fogo que aparecem nas fases do castelo do jogo começaram como um objeto não utilizado de Zelda.
O desenvolvimento visava a simplicidade, a fim de disponibilizar um novo jogo para a temporada de compras de final de ano. Eles começaram com um protótipo no qual o jogador simplesmente move um quadrado de 16 por 32 pixels em torno de uma única tela. Tezuka sugeriu o uso do Mario depois de ver os números de vendas de Mario Bros., que ainda estavam vendendo bem durante o ano anterior. A equipe optou por nomear o jogo como "Super Mario Bros." depois de decidir implementar o Super Cogumelo no jogo. Inicialmente, o jogo utilizou um conceito em que Mario ou Luigi podiam entrar em um foguete e conduzi-lo enquanto disparavam contra inimigos, mas essa ideia foi descartada; as fases bônus no céu do jogo são um remanescente desse conceito. Após o lançamento de Mario Bros., a equipe refletiu que havia sido uma decisão ilógica de Mario se machucar ao pisar nas tartarugas ambulantes, então eles decidiram que qualquer futuro jogo do Mario "definitivamente o faria que você pudesse pular nas tartarugas o quanto quiser". Ao projetar Bowser, Miyamoto inicialmente imaginou o personagem como um boi, inspirando-se no design do personagem Ox King do filme de animação da Toei Animation, Alakazam the Great. No entanto, quando Tezuka viu o design do personagem feito por Miyamoto, notou que parecia mais semelhante ao de uma tartaruga, levando os dois a trabalharem na definição e aprimoramento do design do personagem até chegar à sua aparência final.
O desenvolvimento de Super Mario Bros. é um exemplo precoce de especialização na indústria de jogos eletrônicos, possibilitada e necessária pela capacidade do hardware de arcade do Famicom. Miyamoto projetou o mundo do jogo e liderou uma equipe de sete programadores e artistas que transformaram suas ideias em códigos, sprites, músicas e efeitos sonoros. Os desenvolvedores de jogos anteriores de sucesso juntaram-se à equipe, fornecendo técnicas de programação especiais, recursos e refinamentos de design como esses: "Encostas, elevadores e escadas de Donkey Kong; cordas, baús e docas de Donkey Kong Jr.; e ataques inimigos de Mario Bros., incluindo o movimento dos inimigos, plataformas congeladas e blocos POW".
A equipe projetou o level design em torno de um pequeno Mario, com a intenção de aumentar seu tamanho na versão final. Então eles decidiram que seria divertido deixar o Mario mudar de tamanho através de um power-up. O level design inicial é focado em ensinar aos jogadores que os cogumelos são distintos dos Goombas e serão benéficos para eles, portanto, na primeira fase do jogo, é difícil evitar o primeiro cogumelo se for ativado. O uso de cogumelos para mudar de tamanho foi influenciado por contos japoneses populares, nos quais as pessoas vagam pelas florestas e comem cogumelos mágicos; isso também resultou no mundo do jogo sendo nomeado "Reino dos Cogumelos". A equipe também decidiu deliberadamente não fazer Mario começar os mundos como Super Mario, a fim de tornar a obtenção de um cogumelo mais gratificante para o jogador. Miyamoto explicou: "Quando criamos o protótipo do Mario grande, não sentimos que ele era grande o suficiente. Então, surgiu a ideia de mostrar primeiro o Mario menor, que poderia ser aumentado mais tarde no jogo; então os jogadores podiam ver e sentir que ele era maior". Um boato decorrente de uma revista japonesa alegou que os desenvolvedores tiveram a ideia de incluir um pequeno Mario após um bug no jogo fazer com que apenas a parte superior do corpo aparecesse, mas essa alegação foi negada por Miyamoto. Miyamoto disse que a capacidade de chutar um casco de tartaruga foi intencionalmente projetado e cuidadosamente testado, mas "as pessoas se mostraram muito melhores em fazê-lo por séculos a fio do que pensávamos". Outros recursos, como blocos contendo várias moedas, foram inspirados por falhas de programação.
Super Mario Bros. foi desenvolvido para um cartucho de 256 kilobits. Devido a essa limitação de armazenamento, os designers consideraram alegremente sua busca agressiva por oportunidades de economia de espaço semelhante à sua própria competição de programas de televisão. Por exemplo, nuvens e arbustos no fundo do jogo usam o mesmo sprite com cores diferentes. Os efeitos sonoros também foram reciclados; o som quando Mario sofre dano é o mesmo que quando ele entra em um cano e Mario pulando em um inimigo é o mesmo som de cada braçada ao nadar. Após concluir o jogo, a equipe de desenvolvimento decidiu que deveria apresentar aos jogadores um inimigo simples e fácil de derrotar, em vez de começar o jogo com Koopa Troopas. A essa altura, o projeto estava quase sem memória, então os designers criaram os Goombas criando uma única imagem estática e alternando entre elas para economizar espaço e criar uma animação convincente dos personagens. Depois da adição de músicas ao jogo, o cartucho permaneceu com em torno de 20 bytes de espaço disponível. Miyamoto usou esse espaço restante para adicionar um sprite de uma coroa ao jogo, que apareceria no contador de vidas do jogador como recompensa por obter pelo menos 10 vidas; depois disso, ainda sobraram oito bytes.

### World 1-1
Durante a terceira geração de consoles, tutoriais sobre a jogabilidade de um jogo eram raros. Em vez disso, os jogadores aprenderam como um jogo eletrônico era guiado através do level design de cada título. A fase de abertura de Super Mario Bros. foi, portanto, projetada especificamente de tal maneira que os jogadores seriam forçados a explorar a mecânica do jogo para poder avançar. Em vez de confrontar um jogador recém-orientado com obstáculos, o primeiro mundo de Super Mario Bros. estabelece uma variedade de riscos no jogo por meio de repetição, iteração e escalação. Em entrevista à Eurogamer, Miyamoto explicou que criou o "World 1-1" para conter tudo o que um jogador precisa "entender de forma gradual e natural o que está fazendo", a fim que ele possa entender rapidamente como o jogo funciona. Segundo Miyamoto, uma vez que o jogador entende a mecânica do jogo, ele poderá jogá-lo mais livremente.

### Música

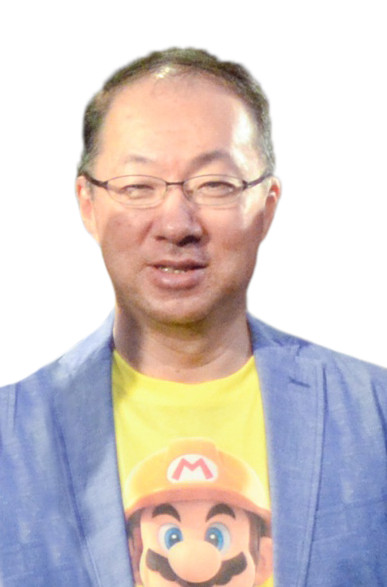
Koji Kondo foi o responsável de criar toda a música e efeitos sonoros para o jogo

O designer de som da Nintendo, Koji Kondo, compôs a trilha sonora de Super Mario Bros., além de todos os efeitos sonoros do jogo. Na época em que ele estava compondo, a música em jogos eletrônicos era destinada principalmente a atrair atenção, não necessariamente para aprimorar ou se adaptar ao jogo. O trabalho de Kondo em Super Mario Bros. foi uma das principais forças na mudança para a música, tornando-se parte integrante e participativa nos jogos. Kondo tinha dois objetivos específicos para sua música: "transmitir uma imagem sonora inequívoca do mundo do jogo" e "aprimorar a experiência emocional e física do jogador".
A música de Super Mario Bros. é coordenada com as animações na tela dos vários sprites, que foram uma das maneiras pelas quais Kondo criou uma sensação de maior imersão. Kondo não foi o primeiro a fazer isso em um jogo; por exemplo, Space Invaders apresenta uma música simples que se torna cada vez mais rápida à medida que os alienígenas aceleram, provocando uma sensação de estresse e uma destruição iminente que corresponde ao crescente desafio do jogo. No entanto, Kondo tentou levar a ideia adiante, afirmando que a principal questão que determinava o uso da música de um jogo era: "O jogo e a música se encaixam?". Diferentemente da maioria dos jogos da época, para os quais os compositores foram contratados mais tarde no processo para adicionar música a um jogo quase finalizado, Kondo fazia parte da equipe de desenvolvimento quase desde o início da produção, trabalhando em conjunto com o restante da equipe e criando a trilha sonora do jogo. As composições de Kondo foram amplamente influenciadas pelo aspecto da jogabilidade, com a intenção de "aumentar a sensação de como o jogo se comporta".
Antes do início da composição, um protótipo do jogo foi apresentado a Kondo para que ele pudesse ter uma ideia geral do ambiente em torno do Mario e colocar a música ao seu redor. Kondo escreveu a partitura com a ajuda de um pequeno piano a fim de criar melodias apropriadas para o ambiente do jogo. Depois que o desenvolvimento do jogo mostrou progresso, Kondo começou a sentir que sua música não se encaixava no ritmo do jogo, fazendo com que ele fizesse mudanças, aumentando o andamento das canções. A música foi ajustada ainda mais com base nas expectativas dos testadores da Nintendo.

## Lançamento
Super Mario Bros. foi lançado pela primeira vez no Japão em 13 de setembro de 1985, para o Family Computer. Foi lançado mais tarde naquele ano na América do Norte para o Nintendo Entertainment System (NES). A data exata de lançamento na América do Norte é desconhecida e frequentemente debatida; embora geralmente seja citado como tendo sido lançado junto com o NES em outubro de 1985 como um jogo de lançamento, várias outras fontes conflitam com esta declaração, sugerindo que o jogo pode ter sido lançado em outros intervalos de tempo variando de novembro de 1985 ao início de 1986. O jogo foi lançado na Europa dois anos depois, em 15 de maio de 1987, para o NES.
Em 1988, o jogo foi relançado junto com o jogo de tiro ao alvo Duck Hunt em um único cartucho, que vinha junto com o NES como um jogo integrado, como parte do Action Set do console. Esta versão do jogo é extremamente comum na América do Norte, com milhões de cópias sendo fabricadas e vendidas nos Estados Unidos. Em 1990, outro cartucho contendo os dois jogos, mas também World Class Track Meet, foi lançado na América do Norte como parte do Power Set do NES. Em 1992, o jogo foi relançado na Europa em um cartucho contendo o jogo mais Tetris e Nintendo World Cup.

### Relançamentos
Super Mario Bros. foi portado diversas vezes desde seu lançamento.

#### Vs. Super Mario Bros.

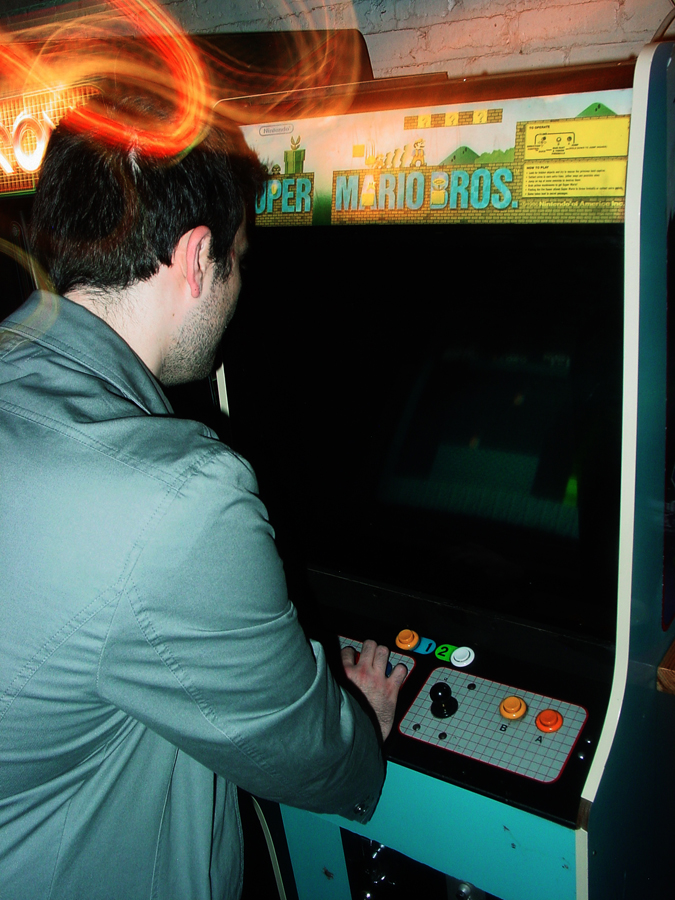
Um homem jogando Vs. Super Mario Bros.

Vs. Super Mario Bros. é uma adaptação de arcade de 1986 de Super Mario Bros., lançado no Nintendo VS. System e no Nintendo Vs. Unisystem, bem como sua variante Nintendo Vs. Dualsystem. Os níveis existentes se tornaram muito mais difíceis, com plataformas mais estreitas, inimigos mais perigosos, menos power-ups ocultos e duzentas moedas necessárias para uma vida extra em vez de cem. Vários dos novos níveis apareceram na sequência japonesa, Super Mario Bros 2. O jogo foi apresentado em um concurso oficial durante a convenção ACME de 1986 em Chicago. Embora o jogo não tenha sido lançado oficialmente no Japão, os operadores de arcade japoneses puderam obter acesso ao título.
Uma versão emulada do jogo foi lançada para o Nintendo Switch por meio da coleção Arcade Archives em 22 de dezembro de 2017. Jogando esse lançamento, Chris Kohler de Kotaku chamou a dificuldade intensa do jogo de "O truque mais cruel que a Nintendo já fez".

#### Outros
Em 21 de fevereiro de 1986, uma versão do jogo foi lançada para o Famicom Disk System. Uma versão do jogo intitulada Super Mario Bros. Special desenvolvida pela Hudson Soft foi lançada no Japão em 1986 para os computadores pessoais NEC PC-8801 e Sharp X1. Embora apresente controles e gráficos semelhantes, o jogo tem um design de nível diferente e novos itens, bem como novos inimigos baseados em inimigos de Mario Bros. e Donkey Kong. Super Mario Bros. foi relançado como um jogo de LCD portátil como parte da linha Game & Watch.

## Recepção
Super Mario Bros. teve um imenso sucesso e ajudou a popularizar os jogos de plataforma com rolagem lateral. Ao todo, excluindo portes e relançamentos, a versão original do jogo para o NES vendeu 40,24 milhões de cópias, tornando-se o jogo mais vendido desse console, o mais vendido da série Mario e um dos jogos mais vendidos de todos os tempos, com 29 milhões de cópias vendidas somente na América do Norte e mais de 48 milhões de unidades vendidas em todas as plataformas. O jogo foi o mais vendido de todos os tempos por mais de 20 anos, até que suas vendas ao longo de seu ciclo de vida foram superadas pelo Wii Sports. O lançamento para Wii Virtual Console também foi bem-sucedido, tornando-se o jogo número 1 em vendas da linha de jogos do serviço em meados de 2007. A revista Computer Entertainer / Video Game Update elogiou Super Mario Bros., escrevendo que o jogo era digno de "um lugar na calçada da fama reservado para jogos de ação verdadeiramente viciantes", elogiando seus gráficos "engraçados e cômicos" e sua música animada. Ele afirmou que o jogo era essencial para o sistema e considerava que sua profundidade era sua maior força.
As análises críticas retrospectivas do jogo foram extremamente positivas, com muitos o considerando como um dos melhores jogos de todos os tempos. A Nintendo Power o classificou como o quarto melhor jogo do Nintendo Entertainment System, descrevendo-o como o jogo que iniciou a era moderna dos jogos eletrônicos, bem como "a obra-prima de Shigeru Miyamoto". O jogo ficou em primeiro lugar na lista da Electronic Gaming Monthly dos "200 Melhores Jogos do Seu Tempo" e foi nomeado duas vezes entre os "100 Melhores Jogos da História" pela IGN, em 2005 e 2007. Em 2009, a Game Informer colocou Super Mario Bros. em segundo lugar na lista dos "200 Melhores Jogos de Todos os Tempos", atrás somente de The Legend of Zelda, dizendo que "continua sendo um monumento ao seu design brilhante e à jogabilidade divertida". A equipe da Game Informer também o classificou como o segundo melhor em sua lista de 2001 dos "100 Melhores Jogos Já Feitos". Em 2012, a G4 classificou Super Mario Bros. em primeiro dos "100 Melhores Jogos de Todos os Tempos", citando sua jogabilidade revolucionária e seu papel em ajudar a recuperar a indústria de jogos dos Estados Unidos após a crise dos jogos eletrônicos de 1983. Em 2014, a IGN classificou Super Mario Bros. como o melhor jogo da Nintendo na lista dos "125 Melhores Jogos da Nintendo de Todos os Tempos", dizendo que "esse é o jogo da Nintendo mais importante de todos os tempos". Em uma pesquisa realizada pela IGN em 2005, o jogo foi classificado em número um na lista dos "100 Maiores Jogos de Todos os Tempos". Em 2017, a Polygon classificou o jogo em oitavo dos principais jogos da série Super Mario, o creditando por "dar o pontapé inicial no hábito da franquia de ser uma exceção a tantas regras". Em 2018, a Business Insider incluiu o jogo em número 2 em sua lista dos "10 Melhores Jogos da Série Super Mario".
Vários críticos elogiaram o jogo por seus controles precisos, que permitem ao jogador controlar o quão alto e longe Mario ou Luigi saltam e quão rápido eles podem correr. A AllGame atribuiu ao Super Mario Bros. uma classificação de cinco estrelas, afirmando que "[A] sensação de emoção, admiração e – acima de tudo – satisfação sentida ao jogar pela primeira vez essa obra-prima mal podem ser expressas em palavras. E embora suas sequências tenham o superado em termos de duração, gráficos, som e outros aspectos, Super Mario Bros., como qualquer outro clássico – seja de natureza cinematográfica ou musical – resistiu ao teste do tempo, continuando divertido e jogável" e que qualquer jogador "precisa jogar esse jogo pelo menos uma vez, se não, apenas para uma aula de história". Revisando o lançamento para Virtual Console, a IGN o chamou de "uma necessidade absoluta para a coleção de qualquer jogador que possua o Virtual Console". Darren Calvert, da Nintendo Life, chamou os visuais do jogo de "inevitavelmente desatualizados" em comparação aos jogos mais recentes, mas considerou que eles eram impressionantes no momento em que foi lançado.
O porte para Game Boy Advance de Super Mario Bros. detém uma pontuação agregada de 84/100 no Metacritic. Muitos críticos compararam o porte às conversões anteriores do jogo, como Super Mario Bros. Deluxe e Super Mario All-Stars, observando sua comparativa falta de novos conteúdos para separá-lo da versão original do jogo. Jeremy Parish, da 1UP.com, chamou o jogo de "O mais divertido que você já teve enquanto foi roubado às cegas", dando uma pontuação de 80% e elogiando sua tela de maior escala em comparação com Deluxe, enquanto criticou bastante a falta de novos recursos característicos. Craig Harris, da IGN, rotulou o jogo como um "título necessário", mas também pensou que "simplesmente não espera muito mais do que o jogo original do NES reembalado em um pequeno carrinho do GBA". A GameSpot atribuiu ao porte uma pontuação de 6.8/10, elogiando a jogabilidade, mas ponderando que as diferenças gráficas e técnicas do porte em relação à versão original do jogo "impedem que essa reedição seja tão boa quanto o original".
O porte para Game Boy Color também recebeu ampla avaliação crítica; Harris, da IGN, deu ao Super Mario Bros. Deluxe uma pontuação máxima, elogiando-o como uma tradução perfeita do jogo original de NES. Ele esperava que esse fosse o exemplo para outros jogos de NES ao serem portados para o Game Boy Color. A GameSpot deu ao jogo uma nota 9.9/10, saudando-o como o "aplicativo matador" para o Game Boy Color e elogiando os controles e os visuais (também foi o jogo mais bem classificado da série, mais tarde superado por Super Mario Galaxy 2, que mantém uma nota 10/10 no site). Ambos deram ao porte o prêmio Escolha dos Editores. Colin Williamson, da AllGame, elogiou o porte, bem como os extras, observando que a única falha do jogo era que "algumas vezes a câmera acompanha Mario quando ele pula". Em 2009, Jon Lindemann, da Nintendo World Report, chamou o porte de seu "(provavelmente) Jogo Portátil do Ano [de 1999]", dizendo que a qualidade do porte e adições eram inegáveis. A Nintendo Life deu uma pontuação perfeita, lembrando que ele mantém as qualidades do jogo original e os extras. Robb Guido, da St. Petersburg Times, comentou que, dessa forma, Super Mario Bros. "nunca parecia melhor". Nick S. do Lakeland Ledger concordou, elogiando os visuais e os controles. Em 2004, foi lançada um porte para Game Boy Advance de Super Mario Bros. (parte do Classic NES Series), que não possui nenhum dos extras ou desbloqueáveis disponíveis em Super Mario Bros. Deluxe. Naquela versão, a IGN observou que "não oferecia quase tanto quanto o que já havia sido dado no Game Boy Color" e deu a ela uma nota 8/10. Super Mario Bros. Deluxe ficou em terceiro lugar nas paradas de jogos portáteis mais vendidos nos Estados Unidos entre os dias 6 e 12 de junho de 1999 e vendeu mais de 2,8 milhões de cópias somente nesse país. Foi incluído nos voos da Singapore Airlines em 2006. Lindemann observou que Deluxe era uma notável versão portátil em 1999.

## Legado
O sucesso de Super Mario Bros. levou ao desenvolvimento de muitos sucessores da série Super Mario, que por sua vez formam o núcleo da franquia Mario. Dois desses sucessores, Super Mario Bros. 2 e Super Mario Bros. 3, são sequências diretas do jogo e foram lançadas para o NES, experimentando semelhantes níveis de sucesso comercial. Uma sequência diferente, também intitulada Super Mario Bros. 2, foi lançada para o Famicom Disk System em 1986, exclusivamente no Japão, e mais tarde foi lançada em outros lugares como parte de Super Mario All-Stars sob o nome de Super Mario Bros.: The Lost Levels. Os conceitos e elementos de jogabilidade estabelecidos em Super Mario Bros. são predominantes em quase todos os jogos seguintes da série Super Mario. Ela consiste em mais de 15 títulos; pelo menos um novo Super Mario foi lançado em quase todos os consoles da Nintendo até o momento. Super Mario 64 é amplamente considerado um dos melhores jogos já feitos e é amplamente creditado por revolucionar o gênero de plataforma e sua adaptação do 2D para o 3D. A série é uma das mais vendidas de todos os tempos, com mais de 310 milhões de cópias vendidas em todo o mundo até setembro de 2015. Em 2010, a Nintendo lançou variantes especiais em vermelho dos consoles Wii e Nintendo DSi XL em pacotes de edição limitada com tema de Mario re-empacotados como parte do 25º aniversário do lançamento original do jogo. Para comemorar o trigésimo aniversário da série, a Nintendo lançou Super Mario Maker, um jogo para Wii U que permite aos jogadores criarem fases de plataforma personalizadas usando recursos dos jogos da série Super Mario e no estilo de Super Mario Bros., além de outros estilos baseados em diferentes jogos da série.
O sucesso do jogo ajudou a estabelecer Mario como um ícone cultural americano; em 1990, um estudo realizado na América do Norte sugeriu que as crianças nos Estados Unidos estavam mais familiarizadas com Mario do que com Mickey Mouse, outro personagem popular da mídia. A trilha sonora do jogo, composta por Koji Kondo, também se tornou um aspecto predominante da cultura popular. Juntamente com o NES, Super Mario Bros. é frequentemente creditado por ter ressuscitado a indústria de jogos eletrônicos após a crise de 1983.
A série Super Mario Bros. inspirou vários produtos em outras mídias. O filme em estilo anime Super Mario Bros.: The Great Mission to Rescue Princess Peach! (1986) é reconhecido como um dos primeiros longa-metragens baseados diretamente em um jogo eletrônico. Um filme de ação live-action baseado no jogo, também intitulado Super Mario Bros., foi lançado nos cinemas em 1993, estrelado por Bob Hoskins e John Leguizamo como Mario e Luigi, respectivamente. A série de televisão de animação americana The Super Mario Bros. Super Show! ocorreu de 1989 a 1990, estrelando o lutador profissional Lou Albano como Mario e Danny Wells como Luigi. Atualmente, está em produção um filme de animação baseado na série criada pela Illumination Entertainment.
Na Suprema Corte dos Estados Unidos sobre o caso Brown v. Entertainment Merchants Association, a Electronic Frontier Foundation apresentou um breve amicus que apoiou a queda de uma lei que iria proibir jogos violentos no estado da Califórnia. O resumo citou uma pesquisa social que declarou que Super Mario Bros., entre vários outros, contém violência de cartum semelhante à encontrada em programas infantis como Super Mouse e Papa-Léguas, que obtiveram pouca reação negativa do público.
O desenvolvedor de jogos eletrônicos Yuji Naka citou Super Mario Bros. como uma grande inspiração para o conceito do imensamente bem-sucedido jogo de Mega Drive, Sonic the Hedgehog (1991); De acordo com Naka, a ideia geral do jogo se materializou pela primeira vez quando ele estava jogando Super Mario Bros. e tentando vencer a primeira fase do jogo o mais rápido possível e pensou no conceito de um jogo de plataforma baseado em movimentos rápidos.
Super Mario Bros. serviu de inspiração para vários títulos de fãs. Em 2009, o desenvolvedor SwingSwing lançou Tuper Tario Tros, um jogo que combina elementos de Super Mario Bros. com Tetris. Super Mario Bros. Crossover, um nome de um jogo para PC desenvolvido por Jay Pavlina e lançado em 2010 como um jogo gratuito para navegador, é uma recriação completa de Super Mario Bros. que permite que o jogador controle alternadamente vários outros personagens dos jogos da Nintendo, incluindo Mega Man, Link de The Legend of Zelda, Samus Aran de Metroid e Simon Belmont de Castlevania. Mari0, lançado em dezembro de 2012, combina elementos do jogo com os de Portal (2007), dando a Mario uma arma de criação de portal para se teletransportar através da fase e Full Screen Mario (2013) adiciona um editor de fases. Em 2015, o criador de jogos Josh Millard lançou Ennuigi, um fangame metaficcional com comentários sobre o jogo original, que refere-se a incapacidade de Luigi para chegar a um acordo com a falta geral de narrativa do jogo. Super Mario Bros. é substancialmente um esports de speedrunners, com uma compreensão além dos jogos eletrônicos e uma versão específica para o Guinness World Records.